# Eri Hozumi
Eri Hozumi (穂積 絵莉?, Hozumi Eri; Kanagawa, 17 febbraio 1994) è una tennista giapponese.

## Statistiche WTA

### Doppio

#### Vittorie (6)
| Legenda               | Legenda      |
| --------------------- | ------------ |
| Grande Slam (0)       |              |
| Ori Olimpici (0)      |              |
| WTA Finals (0)        |              |
| WTA Elite Trophy (0)  |              |
| Dal 2009 al 2020      | Dal 2021     |
| Premier Mandatory (0) | WTA 1000 (0) |
| Premier 5 (0)         | WTA 1000 (0) |
| Premier (0)           | WTA 500 (1)  |
| International (2)     | WTA 250 (3)  |

| N. | Data              | Torneo                           | Superficie  | Compagna        | Avversarie in finale                   | Punteggio           |
| 1. | 10 aprile 2016    | Katowice Open, Katowice          | Cemento (i) | Miyu Katō       | Valentina Ivachnenko Marina Mel'nikova | 3-6, 7-5, [10-8]    |
| 2. | 16 settembre 2018 | Japan Women's Open, Hiroshima    | Cemento     | Zhang Shuai     | Miyu Katō Makoto Ninomiya              | 6-2, 6-4            |
| 3. | 14 gennaio 2022   | Adelaide International, Adelaide | Cemento     | Makoto Ninomiya | Tereza Martincová Markéta Vondroušová  | 1-6, 7-6(4), [10-7] |
| 4. | 20 maggio 2022    | Marocco Open, Rabat              | Terra rossa | Makoto Ninomiya | Monica Niculescu Aleksandra Panova     | 6(7)-7, 6-3, [10-8] |
| 5. | 25 giugno 2022    | Bad Homburg Open, Bad Homburg    | Erba        | Makoto Ninomiya | Alicja Rosolska Erin Routliffe         | 6-4, 6(5)-7, [10-5] |
| 6. | 27 ottobre 2024   | Pan Pacific Open, Tokyo          | Cemento     | Shūko Aoyama    | Ena Shibahara Laura Siegemund          | 6-4, 7-6(3)         |

#### Sconfitte (11)
| Legenda               | Legenda      |
| --------------------- | ------------ |
| Grande Slam (1)       |              |
| Argenti Olimpici (0)  |              |
| WTA Finals (0)        |              |
| WTA Elite Trophy (0)  |              |
| Dal 2009 al 2020      | Dal 2021     |
| Premier Mandatory (0) | WTA 1000 (0) |
| Premier 5 (0)         | WTA 1000 (0) |
| Premier (1)           | WTA 500 (1)  |
| International (2)     | WTA 250 (6)  |

| N.  | Data              | Torneo                             | Superficie  | Compagna         | Avversarie in finale                  | Punteggio        |
| 1.  | 14 febbraio 2016  | Taiwan Open, Kaohsiung             | Cemento     | Miyu Katō        | Chan Hao-ching Chan Yung-jan          | 4-6, 3-6         |
| 2.  | 7 gennaio 2018    | ASB Classic, Auckland              | Cemento     | Miyu Katō        | Sara Errani Bibiane Schoofs           | 5-7, 1-6         |
| 3.  | 10 giugno 2018    | Open di Francia, Parigi            | Terra rossa | Makoto Ninomiya  | Barbora Krejčíková Kateřina Siniaková | 3-6, 3-6         |
| 4.  | 12 gennaio 2019   | Sydney International, Sydney       | Cemento     | Alicja Rosolska  | Aleksandra Krunić Kateřina Siniaková  | 1-6, 6(3)-7      |
| 5.  | 30 ottobre 2021   | Courmayeur Ladies Open, Courmayeur | Cemento (i) | Zhang Shuai      | Wang Xinyu Zheng Saisai               | 4-6, 6-3, [5-10] |
| 6.  | 2 luglio 2023     | Bad Homburg Open, Bad Homburg      | Erba        | Monica Niculescu | Lidzija Marozava Ingrid Martins       | 0-6, 6(3)-7      |
| 7.  | 23 settembre 2023 | Guangzhou Open, Guangzhou          | Cemento     | Makoto Ninomiya  | Guo Hanyu Jiang Xinyu                 | 3-6, 6(4)-7      |
| 8.  | 30 settembre 2023 | Pan Pacific Open, Tokyo            | Cemento     | Makoto Ninomiya  | Ulrikke Eikeri Ingrid Neel            | 6-3, 5-7, [5-10] |
| 9.  | 22 ottobre 2023   | Jiangxi Open, Nanchang             | Cemento     | Makoto Ninomiya  | Laura Siegemund Vera Zvonarëva        | 4-6, 2-6         |
| 10. | 24 agosto 2024    | Tennis in the Land, Cleveland      | Cemento     | Shūko Aoyama     | Cristina Bucșa Xu Yifan               | 6-3, 3-6, [6-10] |
| 11. | 3 novembre 2024   | Hong Kong Open, Hong Kong          | Cemento     | Shūko Aoyama     | Ulrikke Eikeri Makoto Ninomiya        | 4–6, 6–4, [9–11] |

## Circuito WTA 125

### Doppio

#### Vittorie (3)
| N. | Data             | Torneo                            | Superficie  | Compagna           | Avversarie in finale            | Punteggio           |
| 1. | 25 novembre 2016 | Hawaii Open, Honolulu             | Cemento     | Miyu Katō          | Nicole Gibbs Asia Muhammad      | 6(3)-7, 6-3, [10-8] |
| 2. | 21 agosto 2021   | Chicago Challenger, Chicago       | Cemento     | Peangtarn Plipuech | Mona Barthel Hsieh Yu-chieh     | 7-5, 6-2            |
| 3. | 8 maggio 2022    | Open 35 de Saint-Malo, Saint-Malo | Terra rossa | Makoto Ninomiya    | Estelle Cascino Jessika Ponchet | 7-6(1), 6-1         |

#### Sconfitte (5)
| N. | Data             | Torneo                            | Superficie  | Compagna       | Avversarie in finale           | Punteggio        |
| 1. | 10 agosto 2013   | Suzhou Ladies Open, Suzhou        | Cemento     | Han Xinyun     | Tímea Babos Michaëlla Krajicek | 2-6, 2-6         |
| 2. | 6 settembre 2014 | Suzhou Ladies Open, Suzhou (2)    | Cemento     | Misa Eguchi    | Chan Chin-wei Chuang Chia-jung | 1-6, 6-3, [7-10] |
| 3. | 25 novembre 2017 | Hawaii Open, Honolulu             | Cemento     | Asia Muhammad  | Hsieh Shu-ying Hsieh Su-wei    | 1-6, 6(3)-7      |
| 4. | 6 maggio 2023    | Open 35 de Saint-Malo, Saint-Malo | Terra rossa | Ulrikke Eikeri | Greet Minnen Bibiane Schoofs   | 6(7)-7, 6(3)-7   |
| 5. | 15 luglio 2023   | Swedish Open, Båstad              | Terra rossa | Jang Su-jeong  | Irina Chromačëva Panna Udvardy | 6-4, 3-6, [5-10] |

## Statistiche ITF

### Singolare

#### Vittorie (5)
| Torneo $100.000 (0) |
| Torneo $80.000 (0)  |
| Torneo $75.000 (0)  |
| Torneo $60.000 (0)  |
| Torneo $50.000 (1)  |
| Torneo $40.000 (0)  |
| Torneo $25.000 (4)  |
| Torneo $15.000 (0)  |
| Torneo $10.000 (0)  |

| N. | Data            | Torneo                                                | Superficie  | Avversaria in finale | Punteggio         |
| 1. | 26 maggio 2013  | Karyizawa Yonex Open, Karuizawa                       | Erba        | Junri Namigata       | 7-6(5), 6-3       |
| 2. | 9 novembre 2014 | William Loud Bendigo International, Bendigo           | Cemento     | Risa Ozaki           | 7–6(5), 5–7, 6–2  |
| 3. | 20 marzo 2016   | ACT Clay Court International, Canberra                | Terra rossa | Destanee Aiava       | 6–3, 3-6, 7-6(3)  |
| 4. | 2 ottobre 2017  | Hooper Accountants Toowoomba International, Toowoomba | Cemento     | Astra Sharma         | 7-5, 6-2          |
| 5. | 20 ottobre 2019 | Hamanako Tokyu Cup, Hamamatsu                         | Sintetico   | Paula Badosa         | 7-6(1), 4-5, rit. |

#### Sconfitte (7)
| Torneo $100.000 (0) |
| Torneo $80.000 (0)  |
| Torneo $75.000 (0)  |
| Torneo $60.000 (1)  |
| Torneo $50.000 (3)  |
| Torneo $40.000 (0)  |
| Torneo $25.000 (2)  |
| Torneo $15.000 (1)  |
| Torneo $10.000 (0)  |

| N. | Data             | Torneo                                                   | Superficie | Avversaria in finale | Punteggio   |
| 1. | 8 settembre 2013 | Noto International Women's Open, Noto                    | Erba       | Doroteja Erić        | 0–6, 3–6    |
| 2. | 27 ottobre 2013  | Hamanako Tokyu Cup, Hamamatsu                            | Erba       | Shūko Aoyama         | 6(4)-7, 1-6 |
| 3. | 18 maggio 2014   | Kurume Best Amenity International Women's Tennis, Kurume | Erba       | Wang Qiang           | 3-6, 1-6    |
| 4. | 17 maggio 2015   | Kurume Best Amenity International Women's Tennis, Kurume | Erba       | Nao Hibino           | 3-6, 1-6    |
| 5. | 2 novembre 2015  | Canberra Tennis International, Canberra                  | Cemento    | Asia Muhammad        | 4-6, 3-6    |
| 6. | 24 giugno 2017   | Teb Kulturpark Cup, Smirne                               | Cemento    | Mihaela Buzărnescu   | 1-6, 0-6    |
| 7. | 21 marzo 2021    | Jolie Ville Golf Women's, Sharm el-Sheikh                | Cemento    | Sakura Hosogi        | 5–7, 2–6    |

### Doppio

#### Vittorie (23)
| Torneo $100.000 (3) |
| Torneo $80.000 (1)  |
| Torneo $75.000 (2)  |
| Torneo $60.000 (2)  |
| Torneo $50.000 (3)  |
| Torneo $40.000 (0)  |
| Torneo $25.000 (10) |
| Torneo $15.000 (0)  |
| Torneo $10.000 (2)  |

| N.  | Data             | Torneo                                                            | Superficie    | Compagna          | Avversarie in finale                      | Punteggio             |
| 1.  | 31 marzo 2012    | Asia University International Open Tennis, Distretto di Nishitama | Cemento       | Remi Tezuka       | Kazusa Ito Yuka Mori                      | 6–4, 6(1)–7, [10–7]   |
| 2.  | 7 luglio 2012    | Chang ITF Thailand Pro-Circuit, Pattaya                           | Cemento       | Mari Tanaka       | Dianne Hollands Tyra Calderwood           | 4–6, 6–4, [12–10]     |
| 3.  | 21 ottobre 2012  | Gosen Cup, Makinohara                                             | Erba          | Miyu Katō         | Monique Adamczak Caroline Garcia          | 7–6(6), 6–3           |
| 4.  | 14 giugno 2013   | Bukhara Womens, Bukhara                                           | Cemento       | Makoto Ninomiya   | Angelina Gabuëva Veronika Kapšaj          | 3–6, 7–5, [10–8]      |
| 5.  | 7 settembre 2013 | Noto International Women's Open, Noto                             | Erba          | Makoto Ninomiya   | Kazusa Ito Yuka Mori                      | 6-4, 6-4              |
| 6.  | 19 ottobre 2013  | Gosen Cup, Makinohara                                             | Erba          | Makoto Ninomiya   | Nicha Lertpitaksinchai Peangtarn Plipuech | 6-1, 6-2              |
| 7.  | 3 gennaio 2014   | Sunrise Aluminium Women's Circuit, Hong Kong                      | Cemento       | Misa Eguchi       | Zarina Dijas Zhang Ling                   | 6-4, 6-2              |
| 8.  | 23 febbraio 2014 | City Of Surprise Women's Open, Surprise                           | Cemento       | Shūko Aoyama      | Sanaz Marand Ashley Weinhold              | 6–3, 7-5              |
| 9.  | 11 maggio 2014   | Fukuoka International Women's Cup, Fukuoka                        | Erba          | Shūko Aoyama      | Naomi Broady Eléni Daniilídou             | 6-3, 6-4              |
| 10. | 22 novembre 2014 | Dunlop World Challenge, Toyota                                    | Sintetico (i) | Makoto Ninomiya   | Shūko Aoyama Junri Namigata               | 6–3, 7-5              |
| 11. | 27 marzo 2015    | Blossom Cup, Quanzhou                                             | Cemento       | Makoto Ninomiya   | Hiroko Kuwata Junri Namigata              | 6–3, 6(2)–7, [10–2]   |
| 12. | 16 ottobre 2015  | Hooper Accountants Toowoomba International, Toowoomba             | Cemento       | Misa Eguchi       | Veronica Corning Jessica Wacnik           | 4–6, 7–5, [10–5]      |
| 13. | 31 ottobre 2015  | Nanjing Ladies Open, Nanchino                                     | Cemento       | Shūko Aoyama      | Chan Chin-wei Zhang Kailin                | 7–5, 6(7)–7, [10–7]   |
| 14. | 7 novembre 2015  | Canberra Tennis International, Canberra                           | Cemento       | Misa Eguchi       | Lauren Embree Asia Muhammad               | 7–6(13), 1–6, [14–12] |
| 15. | 7 maggio 2016    | Kangaroo Cup, Gifu                                                | Cemento       | Miyu Katō         | Hiroko Kuwata Ayaka Okuno                 | 6-1, 6-2              |
| 16. | 6 maggio 2017    | Kangaroo Cup, Gifu                                                | Cemento       | Miyu Katō         | Katy Dunne Julia Glushko                  | 6-4, 6-2              |
| 17. | 12 maggio 2017   | SMA Cup Sant'Elia, Roma                                           | Terra rossa   | Miyu Katō         | Ekaterine Gorgodze Melanie Stokke         | 6-1, 6-4              |
| 18. | 24 febbraio 2019 | All Japan Indoor Tennis Championships, Kyoto                      | Cemento (i)   | Moyuka Uchijima   | Chen Pei-hsuan Wu Fang-hsien              | 6-4, 6-3              |
| 19. | 6 ottobre 2019   | Forte Village International Tournament, Pula                      | Terra rossa   | Yuki Naito        | Amina Anšba Anastasia Dețiuc              | 6-4, 7-6(1)           |
| 20. | 2 luglio 2021    | Generali Open Ciudad Palma del Río, Palma del Río                 | Cemento       | Valerija Savinych | Himari Sato Lulu Sun                      | 7-6(6), 6-3           |
| 21. | 5 febbraio 2023  | Caterpillar Burnie International, Burnie                          | Cemento       | Mai Hontama       | Arina Rodionova Ena Shibahara             | 4-6, 6-3, [10-6]      |
| 22. | 22 aprile 2023   | Oeiras Ladies Open, Oeiras                                        | Terra rossa   | Ulrikke Eikeri    | Francisca Jorge Matilde Jorge             | 4-6, 6-4, [10-5]      |
| 23. | 20 maggio 2023   | Open Villa de Madrid, Madrid                                      | Terra rossa   | Mai Hontama       | Eleni Christofi Despoina Papamichaīl      | 6-0, 7-5              |

#### Sconfitte (21)
| Torneo $100.000 (4) |
| Torneo $80.000 (0)  |
| Torneo $75.000 (1)  |
| Torneo $60.000 (3)  |
| Torneo $50.000 (5)  |
| Torneo $40.000 (0)  |
| Torneo $25.000 (4)  |
| Torneo $15.000 (0)  |
| Torneo $10.000 (4)  |

| N.  | Data             | Torneo                                                            | Superficie    | Compagna              | Avversarie in finale                      | Punteggio           |
| 1.  | 24 marzo 2012    | Kofu International Open Tennis, Kōfu                              | Cemento       | Remi Tezuka           | Ayumi Oka Kotomi Takahata                 | 4–6, 7–5, [3–10]    |
| 2.  | 11 agosto 2012   | EmblemHealth Bronx Open, The Bronx                                | Cemento       | Miki Miyamura         | Shūko Aoyama Erika Sema                   | 4–6, 6(4)–7         |
| 3.  | 5 gennaio 2013   | Sunrise Aluminium Women's Circuit, Hong Kong                      | Cemento       | Miyu Katō             | Tian Ran Tang Haochen                     | 2–6, 1–6            |
| 4.  | 12 gennaio 2013  | Sunrise Aluminium Women's Circuit, Hong Kong                      | Cemento       | Miyu Katō             | Xin Wen Li Yihong                         | 6–4, 1–6, [10–12]   |
| 5.  | 30 marzo 2013    | Asia University International Open Tennis, Distretto di Nishitama | Cemento       | Makoto Ninomiya       | Han Na-lae Kang Seo-kyung                 | 4–6, 7–6(4), [6–10] |
| 6.  | 6 luglio 2013    | Cooper Challenger, Waterloo                                       | Terra rossa   | Misa Eguchi           | Gabriela Dabrowski Sharon Fichman         | 6(6)–7, 3–6         |
| 7.  | 24 novembre 2013 | Dunlop World Challenge, Toyota                                    | Sintetico (i) | Makoto Ninomiya       | Shūko Aoyama Misaki Doi                   | 6(1)-7, 6-2, [9-11] |
| 8.  | 1º febbraio 2014 | McDonald's Burnie International, Burnie                           | Cemento       | Miki Miyamura         | Jarmila Gajdošová Storm Sanders           | 4-6, 4-6            |
| 9.  | 9 maggio 2015    | Fukuoka International Women's Cup, Fukuoka                        | Erba          | Junri Namigata        | Naomi Broady Kristýna Plíšková            | 3-6, 4-6            |
| 10. | 16 maggio 2015   | Kurume Best Amenity International Women's Tennis, Kurume          | Erba          | Junri Namigata        | Makoto Ninomiya Riko Sawayanagi           | 6(10)–7, 3–6        |
| 11. | 21 novembre 2015 | Ando Securities Open, Tokyo                                       | Cemento       | Kurumi Nara           | Shūko Aoyama Makoto Ninomiya              | 6–3, 2–6, [7–10]    |
| 12. | 27 marzo 2016    | ACT Clay Court International, Canberra                            | Terra rossa   | Miyu Katō             | Ashleigh Barty Arina Rodionova            | 7-5, 3-6, [7-10]    |
| 13. | 19 marzo 2017    | Pingshan Open, Shenzhen                                           | Cemento       | Valerija Savinych     | Ljudmyla Kičenok Nadežda Kičenok          | 4-6, 4-6            |
| 14. | 21 ottobre 2017  | Suzhou Ladies Open, Suzhou                                        | Cemento       | Miyu Katō             | Jacqueline Cako Nina Stojanović           | 6-2, 5-7, [2-10]    |
| 15. | 11 novembre 2017 | Ando Securities Open, Tokyo                                       | Cemento       | Junri Namigata        | Yuki Naito Rika Fujiwara                  | 1-6, 3-6            |
| 16. | 27 ottobre 2018  | William Loud Bendigo International, Bendigo                       | Cemento       | Risa Ozaki            | Ellen Perez Arina Rodionova               | 5-7, 1-6            |
| 17. | 2 febbraio 2019  | Jodhpur Open, Jodhpur                                             | Cemento       | Miyabi Inoue          | Mana Ayukawa Haruka Kaji                  | 6(4)–7, 6–4, [5–10] |
| 18. | 8 maggio 2021    | LTP Charleston Pro Tennis, Charleston                             | Terra verde   | Miyu Katō             | Caty McNally Storm Sanders                | 5-7, 6-4, [6-10]    |
| 19. | 16 maggio 2021   | FineMark Women's Pro Tennis Championship, Bonita Springs          | Terra verde   | Miyu Katō             | Erin Routliffe Aldila Sutjiadi            | 3-6, 6-4, [6-10]    |
| 20. | 12 giugno 2021   | Montemor Ladies Open, Montemor-o-Novo                             | Cemento       | Akiko Ōmae            | Ulrikke Eikeri Valentini Grammatikopoulou | 1-6, 0-6            |
| 21. | 1º aprile 2023   | Kofu Open Tennis, Kōfu                                            | Cemento       | Georgina García Pérez | Han Na-lae Jang Su-jeong                  | 0-6, 4-6            |

## Grand Slam Junior

### Doppio

#### Sconfitte (1)
| Tornei del Grande Slam  |
| ----------------------- |
| Australian Open (1)     |
| Open di Francia (0)     |
| Torneo di Wimbledon (0) |
| US Open (0)             |

| N. | Data            | Torneo                     | Superficie | Compagna  | Avversarie in finale           | Punteggio |
| 1. | 29 gennaio 2011 | Australian Open, Melbourne | Cemento    | Miyu Katō | An-Sophie Mestach Demi Schuurs | 2-6, 3-6  |

## Risultati in progressione
| Sigla | Risultato               |
| ----- | ----------------------- |
| V     | Vincitore               |
| F     | Finalista               |
| SF    | Semifinalista           |
| O     | Oro olimpico            |
| A     | Argento olimpico        |
| SF    | Bronzo olimpico         |
| QF    | Quarti di Finale        |
| 4T    | Quarto turno            |
| 3T    | Terzo turno             |
| 2T    | Secondo turno           |
| 1T    | Primo turno             |
| RR    | Round Robin             |
| LQ    | Turno di qualificazione |
| A     | Assente                 |
| ND    | Non disputato           |

| Legenda superfici    |
| -------------------- |
| Cemento              |
| Terra battuta        |
| Erba                 |
| Superficie variabile |

### Doppio
| Tornei del Grande Slam |     |     |     |
| Australian Open        | A   | SF  | 4-1 |
| Open di Francia        | 2T  |     | 1-1 |
| Wimbledon              | 2T  |     | 1-1 |
| US Open                | 3T  |     | 2-1 |
| Vittorie-sconfitte     | 4-3 | 4-1 | 8–4 |